# 太平洋の嵐 (ゲーム)
『太平洋の嵐』（たいへいようのあらし）はG.A.Mが制作、1987年12月8日（12月8日は太平洋戦争の開戦日である）に発売したコンピューター・ウォー・シミュレーションゲームであり、1941年に日本（当時は大日本帝国）とアメリカ合衆国他連合国間に勃発した太平洋戦争での総力戦を題材とする。Windowsおよびコンシューマーゲーム用の続編はシステムソフト・アルファーが販売している。

## 概要
以下の記述は初代、DXでの仕様に準拠する。全体マップ範囲など、続編で変更された部分もあるので注意されたい。
プレイヤーは大日本帝国（軍）を操作し、太平洋・東アジア・東南アジアを舞台に、連合国との総力戦を戦う。
シナリオは1941年（昭和16年）12月8日の真珠湾攻撃による開戦からの半年間を戦う「ニイタカヤマノボレ」、珊瑚海海戦からミッドウェイ海戦までを戦う「ターニングポイント」、開戦から終戦までの600ターンを戦う「グランドキャンペーン」が用意されている。本ゲームは1ターンが3日、1年が120ターンであるので、グランドキャンペーンは1800日以上、途中でプレイヤーの操作する大日本帝国もしくはコンピュータの操作する連合国が勝利条件を満たさなければ、史実において戦争が終結した1945年8月15日（終戦の日）より1年以上後となる、1946年12月上旬までの期間を戦い抜くこととなる。また登場する軍用機は零式艦上戦闘機など100種類以上が登場し計画機や実戦に間に合わなかった機体もデータ化されている。戦闘艦艇は大和型戦艦から海防艦まで178種類と、比較的規模の大きいゲームとなっている。
史実における太平洋戦争がいわば資源戦争であったように、このゲームについても資源の採掘や輸送は重要である。蘭印の石油資源はもちろんのこと、ボーキサイト、鉄鉱石と言った鉱物資源、石炭を採掘し、これを工場（多くは日本本土に存在する）にまで、時として敵潜水艦などに脅かされながら長躯輸送し、ガソリンや重油、鉄、アルミニウムなどの資源に加工する。そしてこれらを用いて、戦闘艦艇や軍用機を生産するのである。さらには食料も資源として扱われており、補給が途絶した根拠地では将兵が餓死すると言った要素もある。
ゲームデザインは後に「ジェネラル・サポート」代表として独立し、『太平洋戦記』や『グロス・ドイッチュラント』をデザインした阿部隆史が担当している。PC-9800シリーズ用のパッケージの題字は、旧帝国海軍航空参謀だった源田実大佐の手による。
ユニークな点として、戦闘における判定式がマニュアルに明記されているのが珍しい。艦船ユニットや航空機のパラメータが実際の戦闘にどう影響を及ぼすのかが判るので、生産兵器の機種選択や、戦闘を有利に進めるための指標となる。

## 海軍
海軍は戦闘艦艇（軍艦およびその他）を含む「艦隊（ゲーム上ではTF）」として行動する。各艦艇には航続距離が設定されているが、艦隊に艦船用重油や艦載機用ガソリンを積載したタンカー（油槽船）を随伴させ、TFが移動するときに燃料補給を行う事も可能である。
各艦艇は艦上機の運用ができる航空母艦、攻防共に強力な戦艦、その他駆逐艦、潜水艦などに分類されており、攻撃力・防御力など直接戦闘に関わるもののほかに、航続力、積載重油、燃費、搭載機用のガソリン残量、弾薬などのパラメータが設定されている。
日本側の一部艦艇は改装（例えば対空能力の強化など）を行なうことができる。
また艦艇の建造・修理・改装については数に限りのあるドックを占有することとなる。

## 航空機
航空機は飛行場または泊地（水上機の場合）のある根拠地、または艦隊内の航空母艦や一部艦艇（水上機の場合）に所属する。戦闘機/爆撃機/偵察機、陸上機/艦上機/飛行艇、などと言った種別があり、対戦闘機攻撃力、対爆撃機攻撃力、航続力など直接戦闘に関係するものの他にも、整備率、燃料消費量、生産資源量、生産工数、開発（に要する）ポイントなどと言ったパラメータが設定されている。
また、ゲームの進行に伴い順次新型機が開発されるが、各タイプの開発優先度はプレイヤーによってある程度までの指定が可能である。
本作では航空機搭乗員（パイロット）が、一人または数人単位で数値化されている。すなわち、いくら資源を採掘し航空機を増産しても、搭乗員が居なければ飛び上がることは不可能である。また、搭乗員にはレベル1 - 4の「練度」が設定されており、熟練搭乗員を用いればより良好な戦果を期待できる。この搭乗員は1941年12月の開戦時には合計で1000人強であるが、レベル4の熟練搭乗員の一部を日本本土に滞在させ「教官」とすることで、60ターン（半年）ごとに教官の数の4倍のレベル1搭乗員が補充される。一方、艦載機は練度4の搭乗員でしか運用することができない（空母に離着陸できない）重大な制約がある。よって、練度4搭乗員の運用について、それを前線に集め開戦初期の正面戦力を重視するか、本土に集め将来の航空兵力の充実を期待するかと言った点も、プレイヤーの裁量如何である。
なお、天候が悪ければ飛行中の航空機が遭難し被害を受ける場合もある。

## 陸軍
航空戦力や海上兵器と比較すると、兵力の数値のみというシンプルな存在である。戦闘部隊、設営部隊、整備部隊の3種類から成り、いずれも食料を消費する。戦闘に参加するのは戦闘部隊のみで、設営部隊は防御陣地、空港の拡張を行い、整備部隊は航空機を稼働させるために必須となる。道路で隣接した根拠地同士であれば陸戦や輸送フェイズでの移動が可能。島嶼部など孤立している場合は上陸戦、輸送艦による移動に限られる。
また、前述の通り陸軍は食糧を消費するためこれの補給が必要であり、これを怠ると将兵が餓死するため運用には注意を要するが、総部隊数5以下の場合は自活と見なされ食糧不足に陥ることはない（『DX』よりも前の初期バージョンを除く）。

### 日ソ中立条約
開戦時、満州国とソ連の国境線には関東軍が展開している。必要であればこれを引き抜いて他方面に用いることも可能ではあるが、あまりに手薄にしてしまうと、ソ連が大日本帝国に宣戦を布告し、侵攻を開始する可能性がある。ドイツ降伏後はソ連が対日宣戦布告を行う可能性が急速に高まる。

## その他

### ドイツからの技術協力
日本は毎ターン、レーダーなど任意の科学技術に「1ポイント」を投資することができるが、30ターンに一回、ドイツ第三帝国からUボートの来訪と言う形で連絡があり、50ポイントの科学技術の援助を受けられる可能性がある。これは日本軍がインド洋方面にある4箇所の特定の根拠地を支配下に置くことで、来訪の確率を向上させることができる。ただしどの分野の技術協力が得られるかはランダムである。

### 核兵器
コンピューターの操作する連合国（アメリカ）は核兵器の開発が可能であり、核兵器の技術ポイント累計が360以上でB-29またはB-36が日本本土を空襲した際に核兵器を使用することがある。

### 暗号解読
連合軍側の10箇所ある特定の根拠地を占領することにより、連合軍が規模100以上の艦船を艦隊に編入したときまたは新型機の開発が終了した場合に報告されることがある。1箇所占領するごとに報告確率が10%ずつ上昇する。ただし報告確率が上がっても報告の内容はランダムで、艦船情報については種別・クラス・艦名の全てが報告されることもあれば、「航空母艦ヲ艦隊ニ編入」など一部の情報が欠けた状態で報告されることもある。

### 勝利条件・敗北条件
全シナリオ共通の勝利条件および敗北条件は以下のとおり。
- 日本大勝利
  - 日本側が重要根拠地40箇所を保持した状態で、連合軍側の出現根拠地のうち5箇所以上を占領すると、連合軍側が講和を求めてくる。これに応じると「日本大勝利」となる。講和の求めに応じずゲームを続行することも出来る。
- 日本勝利
  - 第540ターン～第600ターンで日本側が「降伏」を選択する。上述した「日本大勝利」の条件を満たした状態かどうかに関係なく、第600ターンを降伏せずに終了しても「日本勝利」となる。
- 引き分け
  - 第480ターン～第539ターンで日本側が「降伏」を選択する。
- 日本敗北
  - 第439ターン～第479ターンで日本側が「降伏」を選択する。
- 日本大敗（以下のいずれか）
  - 第438ターン以前に日本側が「降伏」を選択する。
  - 連合軍側が重要根拠地のうち20箇所以上を占領する。
  - 連合軍側がトウキョウ（東京）を占領する。

## シリーズ
- 太平洋の嵐 - 1987年。PC-9801およびPC-88VA用。
  - 太平洋の嵐パワーアップキット - 太平洋の嵐DX相当へのアップデートキット。
- 太平洋の嵐DX - 1988年。PC-9801およびX68000用。一部ルール変更によりプレイアビリティが改善[* 10]。
  - シナリオ集『イリュージョン』 - ユーザー登録者を対象とした通信販売限定[15]の追加シナリオ集。
  - シナリオ集『バンディッツ』 - ユーザー登録者を対象とした通信販売限定の追加シナリオ集、PC-9801用のみ。
- 太平洋の嵐2 - 1995年9月14日 FD版発売。PC-9801ES以降/PC-9821シリーズ[* 11]。発売時期を反映し、外見、ルールともDX以前との差異が大きい[* 12]。1987年に発売された『太平洋の嵐』の続編。ゲームにおいて資源の確保と補給という、太平洋戦争の行方を決定づけた要因が重視されている[16]。
  - 太平洋の嵐2 CD-ROM版 - 1995年12月発売。要MS-DOS(Ver.5.0以降およびCD-ROMドライバ)。対応機種はFD版を参照。
  - 太平洋の嵐2 疾風の艨艟 - セガサターン版。イマジニアから販売。
  - 太平洋の嵐2 Windows版 - システムソフト・アルファーが販売。8つのシナリオを用意。
- 太平洋の嵐3 - 2001年8月30日 Windows用。システムソフト・アルファーが販売。一部キャンペーンにおいて米国西岸、パナマ運河が作戦範囲として追加。
- 太平洋の嵐4 - 2003年12月26日、Windows用。システムソフト・アルファーが販売。全体マップが拡大され米国全土、カリブ海も作戦範囲となった。
- 太平洋の嵐5 戦艦大和、暁に出撃す! - 2007年3月9日、Windows用。システムソフト・アルファーが販売。
  - 太平洋の嵐 戦艦大和、暁に出撃す! - 2008年1月31日、PlayStation 2、PSP用。システムソフト・アルファーが販売。
  - 太平洋の嵐DS 戦艦大和、暁に出撃す! - 2009年1月29日、ニンテンドーDS用。システムソフト・アルファーが発売。
  - 太平洋の嵐 戦艦大和、暁に出撃す! - 2012年11月22日、PlayStation 3用。システムソフト・アルファーが発売。
  - 太平洋の嵐 ～皇国の興廃ここにあり、1942戦艦大和反攻の號砲～ - 2016年12月22日、PS Vita用。システムソフト・アルファーが発売。
- 太平洋の嵐6 ～史上最大の激戦ノルマンディー攻防戦！～ - 2016年10月28日、Windows用。システムソフト・アルファーが販売。
  - 太平洋の嵐 ～史上最大の激戦ノルマンディー攻防戦！～ - 2017年11月9日、PlayStation 4、PS Vita用。システムソフト・アルファーが販売。